# 杨立功
杨立功（1919年1月23日—2010年12月11日），山东莘县人，曾任中華人民共和國農業部部长。
1938年5月参加革命工作，1938年7月加入中国共产党。1995年8月离职休养。是中国共产党第十二次全国代表大会代表，第五届全国人民代表大会代表，第六届全国人民代表大会常务委员会委员，第六届全国人大华侨事务委员会委员、第七届全国人民代表大会常务委员会委员、第七届全国人大财经委员会委员。